# Anatolij Małychin
Anatolij Sergewicz Małychin (ros. Анатолий Сергеевич Малыхин, eng. Anatolij Sergeevich Malykhin ur. (11 stycznia 1988 w Kemerowie) – rosyjski zawodnik mieszanych sztuk walki. Pierwszy w historii MMA potrójny mistrz organizacji One Championship.
Małychin jest mistrzem w zapasach, w stylu wolnym. Zdobył brązowy medal na mistrzostwach Rosji w 2013 roku. Zdobył także złoto w submission fighting, wygrywając przez poddanie na mistrzostwach Europy UWW 2016. Mistrz świata WMMAA 2017 w amatorskich mieszanych sztukach walki (MMA).

## Życiorys
Urodził się 11 stycznia 1988 roku w Kemerowie, w Związku Radzieckim (obecnej Federacji Rosyjskiej). W piątej klasie zaczął trenować zapasy. W międzyczasie zdobył kilka mistrzostw młodzieży. W 2013 roku zdobył złoto w Pucharze Prezydenta Republiki Buriacji w zapasach w stylu dowolnym i zajął trzecie miejsce w mistrzostwach Rosji w wadze ciężkiej. Małychin został później zdyskwalifikowany na dwa lata, ponieważ nie stawił się na badania antydopingowe, co jego zdaniem było wynikiem nieporozumienia. W 2016 wygrał mistrzostwa obwodu kemerowskiego i Syberyjskiego Okręgu Federalnego, kwalifikując się do ogólnorosyjskich mistrzostw. Był wicemistrzem Ogólnorosyjskim, dzięki czemu zakwalifikował się do mistrzostw Europy UWW. Na lipcowych mistrzostwach Europy w grapplingu zdobył złoto w kategorii powyżej 100 kg.

## Osiągnięcia

### Mieszane sztuki walki
- 2022-2023: Tymczasowy mistrz One Championship w wadze ciężkiej
- 2022: Mistrz One Championship w wadze półciężkiej
- 2023-2024: Mistrz One Championship w wadze ciężkiej
- 2024: Mistrz One Championship w wadze średniej

## Lista zawodowych walk w MMA
| Wynik     | Bilans | Przeciwnik (bilans przed walką) | Rozstrzygnięcie                          | Runda | Czas | Rozgrywki                                  | Data       | Miejsce   | Uwagi                                                                            |
| --------- | ------ | ------------------------------- | ---------------------------------------- | ----- | ---- | ------------------------------------------ | ---------- | --------- | -------------------------------------------------------------------------------- |
| Przegrana | 14-1   | Oumar Kane (6-1)                | Decyzja (niejednogłośna)                 | 5     | 5:00 | ONE 169: Malykhin vs. Kane                 | 09.11.2024 | Bangkok   | Stracił pas mistrzowski One Championship w wadze ciężkiej. Main Event            |
| Wygrana   | 14-0   | Reinier de Ridder (16-1)        | TKO (niezdolność do kontynuowania walki) | 3     | 1:16 | ONE 166: De Ridder vs. Malykhin 2          | 01.03.2024 | Lusajl    | Zdobył pas mistrzowski One Championship w wadze średniej. Main Event             |
| Wygrana   | 13-0   | Arjan Bhullar (11-1)            | TKO (ciosy pięściami w parterze)         | 3     | 2:42 | ONE Friday Fights 22: Bhullar vs. Malykhin | 23.06.2023 | Bangkok   | Zdobył pełnoprawny pas mistrzowski One Championship w wadze ciężkiej. Main Event |
| Wygrana   | 12-0   | Reinier de Ridder (16-0)        | KO (prawy hak i hammerfist)              | 1     | 4:35 | ONE on Prime Video 5                       | 03.12.2022 | Manila    | Zdobył pas mistrzowski One Championship w wadze półciężkiej. Main Event          |
| Wygrana   | 11-0   | Kirill Grishenko (5-0)          | KO (cios pięścią)                        | 2     | 3:42 | ONE: Bad Blood                             | 11.02.2022 | Kallang   | Zdobył tymczasowy pas mistrzowski One Championship w wadze ciężkiej. Main Event  |
| Wygrana   | 10-0   | Amir Ali Akbari (10-2)          | KO (ciosy pięściami)                     | 1     | 2:57 | ONE: Revolution                            | 24.09.2021 | Kallang   |                                                                                  |
| Wygrana   | 9-0    | Alexandre Machado (9-3)         | TKO (poddanie się po ciosach)            | 1     | 3:28 | ONE: Fists of Fury 2                       | 05.03.2021 | Kallang   | Debiut w One Championship.                                                       |
| Wygrana   | 8-0    | Lucas Alsina (7-1)              | TKO (ciosy pięściami)                    | 1     | 3:34 | Golden Team Championship 7                 | 30.10.2019 | Moskwa    | Main Event                                                                       |
| Wygrana   | 7-0    | Alexey Kudin (24-12-1)          | TKO (ciosy pięściami)                    | 2     | 3:32 | Fight Nights Global 93: Mytyshchi Cup      | 25.04.2019 | Mytiszczi | Main Event                                                                       |
| Wygrana   | 6-0    | Jake Heun (12-8)                | Poddanie (klucz na rękę)                 | 1     | 1:45 | Absolute Siberian Championship 1           | 04.03.2019 | Kemerowo  |                                                                                  |
| Wygrana   | 5-0    | Magomedbag Agaev (28-20)        | Poddanie (klucz na rękę)                 | 1     | 1:12 | Fight Nights Global 91                     | 27.12.2018 | Moskwa    |                                                                                  |
| Wygrana   | 4-0    | Michał Wlazło (5-3)             | Poddanie (duszenie zza pleców)           | 1     | 3:35 | Golden Team Championship 3                 | 10.03.2018 | Lubiercy  |                                                                                  |
| Wygrana   | 3-0    | Reza Torabi (0-0)               | TKO (ciosy pięściami)                    | 1     | 2:26 | Golden Team Championship 1                 | 03.11.2017 | Moskwa    |                                                                                  |
| Wygrana   | 2-0    | Murad Kalimetov (0-0)           | Poddanie (duszenie trójkątne rękoma)     | 1     | 3:10 | Battle on the Volga Border 2016            | 17.12.2016 | Bałakowo  |                                                                                  |
| Wygrana   | 1-0    | Ilya Gunenko (6-6)              | TKO (ciosy pięściami)                    | 1     | 2:21 | SK Pro: Grandprix MMA Quarterfinals        | 17.09.2016 | Tomsk     |                                                                                  |